# إيرل إس. بوميروي
إيرل إس. بوميروي (بالإنجليزية: Earl S. Pomeroy)‏ هو مؤرخ أمريكي، ولد في 1915 في كابيتولا في الولايات المتحدة، وتوفي في 18 يناير 2005 في يوجين في الولايات المتحدة.